# Gestão democrática
A gestão democrática é uma forma de gerir uma instituição escolar de maneira que possibilite a participação, transparência e democracia, tais como acontecem nas chamadas "Escolas Democráticas".
A Constituição Federal de 1988 aponta a gestão democrática como um dos princípios para a educação brasileira e regulamentada por leis complementares como a Lei de Diretrizes e Bases da Educação Nacional (LDB) e o Plano Nacional da Educação. 
Mesmo com a existência de legislações que amparem a construção de uma gestão descentralizada, é preciso que a própria instituição escolar transforme sua cultura na perspectiva do diálogo igualitário, da horizontalidade e do equilíbrio entre as forças que compõem a comunidade escolar. 
A gestão é condição estruturante para a qualidade e efetividade da educação, na medida em que possibilita que a escola crie vínculos com a comunidade, sendo fiel a execução das propostas e envolva os diferentes agentes com responsabilidade pela aprendizagem e desenvolvimento dos estudantes.
Para Heloísa Luck a autonomia é algo extremamente necessário para as relações sociais, porém a autora nos direciona para questionamento sobre qual o conceito de autonomia está estabelecida em torno dessa discussão e da execução do que se tem por autonomia.
No conceito mais difundido, a educação constitui-se num fazer coletivo, em constante processo de mudança contínua que baseia - se em paradigmas da nova sociedade do conhecimento, que fundamentam a concepção de qualidade na educação e definem também a finalidade funcional da escola.
A autora ainda cita pontos importantes em torno das variáveis existentes a cerca das definições de uma gestão autônoma como, a administração descentralizada de modo que as decisões, as ações sejam elaboradas e executadas de forma não hierarquizada; participação e transparência de todos os envolvidos no cotidiano escolar.
A estrutura escolar em muitas vezes tem a finalidade de exerce poder sobre os corpos, são diversos métodos e estratégias utilizados para submersão do sujeito ao poder.  Infelizmente a escola também é reprodutora das desigualdades sociais e de diversos tipos de poder exercido na sociedade. 
O gestor deve identificar os problemas da escola e buscar junto aos demais profissionais resolverem os conflitos, sanar problemas mesmo que estruturais, da melhor maneira possível. 
Cada ocasião demanda uma ação distinta, pois envolve pessoas de diferentes personalidades e culturas, é muito importante que este profissional conheça o problema e ouça as partes envolvidas. Seja cordial, claro e objetivo.
Mesmo com a existência de legislações que amparem a construção de uma gestão descentralizada, é preciso que a própria instituição escolar transforme sua cultura na perspectiva do diálogo igualitário, da horizontalidade e do equilíbrio entre as forças que compõem a comunidade escolar. 
A administração escolar é uma atividade em que se deve incentivar o fortalecimento do conselho escolar como instância deliberativa na qual participam representantes de toda a comunidade para decidir sobre as políticas educacionais, tomada de decisões. Não basta uma atuação fragmentada se não houver atuação no ensino. Neste sentido, os conhecimentos, competências e atitudes do gestor são tão importantes quanto o ensino na sala de aula, e ele deve se preocupar com o processo de ensino e aprendizagem, também.

## Princípios
Os princípios que norteiam a Gestão Democrática são:
- Descentralização: A administração, as decisões, as ações devem ser elaboradas e executadas de forma não hierarquizada.
- Participação: Todos os envolvidos no cotidiano escolar devem participar da gestão: professores, estudantes, funcionários, pais ou responsáveis, pessoas que participam de projetos na escola, e toda a comunidade ao redor da escola.
- Transparência: Qualquer decisão e ação tomada ou implantada na escola,tem que ser de conhecimento de todos.

## Gestor escolar/gestão democrática
Gestor escolar: Entendido como um líder e coordenador das atividades da escola, é um importante mediador no projeto pedagógico e das demais ações e atividades. Os sistemas de ensino, de maneira geral, atribuem ao diretor um conjunto de responsabilidades administrativas e pedagógicas. 

### Atribuições e funções mais comuns do gestor escolar
- Ser um mediador entre o sistema de ensino e a unidade escolar e entre esta e a comunidade local
- Manter-se atualizado com as políticas e diretrizes educacionais em nível nacional, estadual e municipal, socializando-as na escola
- Zelar pela organização administrativa e educacional, definida no projeto pedagógico da escola
- Manter organizados e atualizados os registros da escola, de maneira sistemática
- Preparar e propor orçamentos, incluindo previsão de custos e despesas
- Trabalhar a proposta do sistema de ensino cooperativamente com as comunidades escolar e local
- Exercer a liderança, encorajando, persuadindo e motivando tanto os profissionais da educação quanto os demais membros das comunidades escolar e local
- Negociar, em situações de conflito, visando ao sucesso escolar dos alunos
- Conviver bem com a pluralidade cultural, ajudando a dissipar preconceitos
- Avaliar seu próprio conhecimento, suas capacidades e habilidades, bem como os daqueles que estão sob sua liderança
- Acompanhar e avaliar o desempenho de sua escola e informar ao sistema de ensino o quadro de vagas, transferências e aprovação
- Zelar pela segurança de alunos, professores, funcionários e o patrimônio material e imaterial da escola
- Desenvolver e manter um clima organizacional democrático e participativo na escola.

Além de exercer a liderança no ambiente escolar, o diretor deve incentivar novas lideranças, compartilhando compromissos e responsabilidades de forma criativa, visando à melhoria do processo e dos resultados educacionais. É importante que o(a) gestor(a) compreenda que o seu papel na escola deve ser o de líder democrático na coordenação dos processos pedagógico e educativo.
Portanto, cabe-lhe a função de mediar à implementação dos espaços necessários às ações e das decisões compartilhadas na escola. Compete ao gestor, como liderança na escola, coordenar as ações, integrá-las, promover a participação das comunidades local e escolar na consolidação de uma escola focada no sucesso e bem-estar do aluno e na realização dos sonhos, objetivos e metas coletivos.

### Conselhos escolares
O Conselho Escolar (CE) é um colegiado formado por membros de todos os segmentos da comunidade escolar com a função de gerir coletivamente a escola. Com suporte na LDB, lei nº 9394/96 no Artigo 14, que trata dos princípios da Gestão Democrática no inciso II – "participação das comunidades escolar e local em conselhos escolares ou equivalentes", esses conselhos devem ser implementados para se ter uma gestão democrática. Porém, como diz Carlos Drummond Andrade: "as leis não bastam. Os lírios não nascem das leis" (SEED 1998, p. 44). 
Dessa forma, os Conselhos Escolares podem servir somente para discutir problemas burocráticos, ser compostos apenas por professores e diretor(a), como um ‘Conselho de Classe’, mas se estiver dentro dos princípios da Gestão Democrática esse Conselho terá que discutir politicamente os problemas reais da escola e do lugar que ela está inserida com a participação de todos os sujeitos do processo. Para que se garanta a constituição de um Conselho Escolar com essas características, Antunes (SEED, 1998) aponta alguns parâmetros importantes a serem considerados:
- Natureza do Conselho Escolar: Deve ser deliberativa, consultiva, normativa e fiscalizadora.
- Atribuições fundamentais: Elaborar seu regimento interno; elaborar, aprovar, acompanhar e avaliar o projeto político-pedagógico; criar e garantir mecanismos de participação efetiva e democrática da comunidade escolar; definir e aprovar o plano de aplicação financeiros da escola; participar de outras instâncias democráticas, como conselhos regional, municipal, e estadual da estrutura educacional, para definir, acompanhar e fiscalizar políticas educacionais.
- Normas de funcionamento: O Conselho Escolar deverá se reunir periodicamente, conforme a necessidade da escola, para encaminhar e dar continuidade aos trabalhos aos quais se propôs; a função do membro do CE não será remunerada; serão válidas as deliberações tomadas por metade mais um dos votos dos presentes da reunião.

Composição: Todos os segmentos existentes na comunidade escolar deverão estar representados no CE, assegurada a paridade (número igual de representantes por segmento); o diretor é membro nato do conselho.
- Processo de escolha dos membros: A eleição dos membros e suplentes deverá ser feita na unidade escolar, por votação direta, secreta e facultativa.

- Presidência do Conselho Escolar: Qualquer membro efetivo do conselho poderá ser eleito seu presidente, desde que esteja em pleno gozo de sua capacidade civil.
- Critérios de participação: Participam do Conselho com direito a voz e voto todos os membros eleitos por seus pares; os representantes dos estudantes a partir da 4ª série ou com mais de 10 anos terão sempre direito a voz e voto, salvo nos assuntos que, por força legal, sejam restritivos aos que estiverem no gozo de sua capacidade civil; poderão participar das reuniões do Conselho, com direito a voz e não voto, os profissionais de outras secretarias que atendam às escolas, representantes de entidades conveniadas, Grêmio Estudantil, membros da comunidade, movimentos populares organizados e entidades sindicais.

- Mandato: Um ano, com direito à recondução.

### Projeto político pedagógico (PPP)
O PPP é de carácter obrigatório, com base nos princípios da Gestão Democrática e Participativa e assim como o Conselho Escolar, o PPP também possui leis para assegurá-lo. Na LDB, o Artigo 12 dispõe: "Os estabelecimentos de ensino (..) terão incumbência de: (Inciso I:) elaborar e executar sua proposta pedagógica". Também no Artigo 13 das incumbências dos docentes, o Inciso I lê: "participar da elaboração da proposta pedagógica do estabelecimento de ensino"; e o Inciso II lê: "elaborar e cumprir plano de trabalho, segundo a proposta pedagógica do estabelecimento de ensino".
O Projeto Político Pedagógico é formulado pelos membros do colegiado, composto por gestores, professores, pais, alunos e membros da comunidade local, fazendo com que ele seja um documento único e individual de cada instituição de ensino. Quanto a sua forma, o PPP pode ser instituído e instituinte:
• Instituído: É quando ele já foi fundado/concluído.
• Instituinte: Quando ele está em constante modificação.   
Percebe-se, porém, que a palavra ‘político’ é descartada, como se qualquer PPP não tivesse uma ideologia e concepções que o cerceiem. Dessa forma, a lei assegura que se faça um Projeto Pedagógico da escola, mas deixa aberto para que se faça um documento somente técnico, sem a devida discussão, que muitas vezes é feito só para cumprir a lei, tornando-se assim um instrumento meramente burocrático e bem longe da realidade esperada.
Para que se tenha êxito em fazer um Projeto Político-Pedagógico, com a participação da comunidade, e para que sua implementação esteja presente na realidade escolar, algumas características são fundamentais:
- Comunicação eficiente: Um projeto deve ser factível e seu enunciado facilmente compreendido.

- Adesão voluntária e consciente ao projeto: Todos precisam estar envolvidos. A co-responsabilidade é um fator decisivo no êxito de um projeto.

- Suporte institucional e financeiro: Tem que ter vontade política, pleno conhecimento de todos e recursos financeiros claramente definidos.[3]
- Controle, acompanhamento e avaliação do projeto: Um projeto que não pressupõe constante avaliação não consegue saber se seus objetivos estão sendo atingidos.
- Credibilidade: As idéias podem ser boas, mas, se os que as defendem não têm prestígio, comprovada competência e legitimidade, o projeto pode ficar bem limitado.

### Eleiçãopara diretor
A história do processo de escolha democrática de dirigentes escolares começa no Brasil na década de 60, quando, nos colégios estaduais do Rio Grande do Sul, foram realizadas votações para diretor a partir das listas tríplices. Foi então que, no movimento da democratização, principalmente com o Fórum Nacional em Defesa da Escola Pública, a eleição direta tornou-se uma das importantes bandeiras da educação, e pela qual não foi incorporada, como outras (pelo menos em parte), nas legislações principais (Constituição e LDB). É por essa razão também que a história da eleição direta para diretores é marcada por constantes avanços e retrocessos, dependendo da vontade política de dirigentes, para se aparar em leis estaduais e municipais.
Na Gestão Democrática o dirigente da escola só pode ser escolhido depois da elaboração de seu Projeto Político-Pedagógico. A comunidade que o eleger votará naquele que, na sua avaliação, melhor pode contribuir para implementação do PPP. Porém, existem outras formas de escolha de diretor, que são a realidade da maioria das escolas públicas do Brasil. Para entender melhor o que significa eleições diretas para a direção da escola, é importante conhecer essas outras formas de escolhas, que são: nomeação, concurso, carreira, eleição e esquema misto. (SEED,1998 p. 69)
- Nomeação: O diretor é escolhido pelo chefe do Poder Executivo, estando a direção no mesmo esquema dos denominados ‘cargos de confiança’. Nessa condição, o diretor pode ser substituído a qualquer momento, de acordo com o momento político e a conveniência, por isso é comum a prática clientelista.
- Concurso: O diretor é escolhido por meio de uma prova, geralmente escrita e de caráter conteudista, e também prova de títulos. Dessa forma se impede o apadrinhamento/clientelismo, mas isso não confere a liderança do diretor diante da comunidade que o integra. Assim, o diretor pode não corresponder aos objetivos educacionais e políticos da escola, não tendo grande compromisso com as formas da gestão democrática, mesmo que isso não seja regra.
- Carreira: O diretor surge da própria instituição que o integra, por meio de seu plano de carreira, fazendo especializações na área de administração e gestão, entrando naturalmente no cargo. Essa forma caracteriza o diretor apenas por suas habilidades técnicas, esquecendo-se a parte política fundamental para um dirigente-educador.
- Eleição: O diretor é escolhido pela eleição, que se baseia na vontade da comunidade escolar, por voto direto, representativo, por escolha uninominal ou, ainda por listas tríplices ou plurinominais. Essa é a maneira que mais favorece o debate democrático na escola, o compromisso e a sensibilidade política por parte do diretor, além de permitir a cobrança e a co-responsabilidade de toda a comunidade escolar que participou do processo de escolha.
- Esquema misto: O diretor é escolhido por diferentes combinações. Por exemplo, mesclando provas de conhecimento com a capacidade de liderança e administração, ou então decido em conselhos menores da escola. Nesses esquemas mistos é comum a comunidade participar em alguma parte do processo, o que possibilita um maior vínculo do diretor com a escola.

A escolha para diretor nas escolas sempre foi um assunto muito polêmico e discutido tanto nas escolas quanto entre especialistas da educação. O assunto encontra-se em grande evidência também devido ao fato de ser, entre as outras práticas de administração da escola, aquela que envolve um maior interesse dos governantes, pois é uma importante ferramenta de cooptação pelo poder – "eu lhe dou o cargo e você me dá o apoio". A grande atenção voltada a este tema faz alguns até pensarem que a Gestão Democrática se restringe à eleição direta para diretor.
O diretor deve ser o principal revigorador do comportamento do professor que demonstra pensamentos e ações cooperativas a serviço da inclusão. É comum que os professores temam inovação e assumam riscos que sejam encarados de forma negativa e com desconfiança pelos pares que estão aferrados aos modelos tradicionais. O diretor é de fundamental importância na superação dessas barreiras previsíveis e pode fazê-lo através de palavras e ações adequadas que reforçam o apoio aos professores. (SAGE,1999, p. 138)